# Церковь Святого Николая под Кровлей
Церковь Святого Николая под Кровлей (греч. Εκκλησία του Αγίου Νικολάου της Στέγης, англ. Church of St. Nicholas of the Roof) — это единственный сохранившийся на Кипре (Какопетрия, район Никосия) католикон византийского монастыря XI века. Это одна из десяти расписных церквей в районе Троодос.
Церковь Святого Николая под Кровлей находится в центральной части горного хребта Троодос, в верхней части живописной долины Солеа. В этой долине находится горная деревня Какопетрия, примерно в 2 километрах к юго-западу от которой и находится церковь.

## История
Первые письменные упоминания о монастырской церкви датируются XIII-XIV веками. Но судя по его строению, оформлению и росписи она была построена в XI веке.
Монастырь процветал со средневизантийской эпохи до периода франкского правления.  В XVIII веке он пришёл в упадок и к концу XIX века перестал функционировать как монастырь, а стал простой церковью и местом паломничеств.
Кроме строения самой церкви, никаких других монастырских зданий не сохранилось.

## Архитектура
Церковь представляет собой куполообразное сооружение в форме креста, расположенного в квадрате. Купол рядом с иконостасом поддерживают опоры. Первоначально строение было без притвора и без крытой крыши.
В начале XII века был пристроен притвор, перекрытый калоттой и двумя поперечными арками.
В XIII веке была построена крыша, которая покрыта плоской черепицы и имеет крутой скат.  Именно эта кровля и дала названию церкви Святого Николая дополнение «под кровлей» (греч. της Στέγης, англ. of the Roof) (с XIII века). Крыша скрывает под собой католикон византийского монастыря, и небольшое одноэтажное каменное здание снаружи выглядит вполне обычно и просто.
С XI века по XVII век первоначальный облик церкви был изменён. Это привело к уничтожению некоторых внутренних росписей.
Последний этап внутренней отделки стен датируется 1633 годом.

## Внутренняя роспись
Стены церкви украшены настенной живописью (фресками), относящейся к различным периодам.
Самые ранние росписи относятся к XI веку. У них чёткие линии и ограниченная цветовая гамма. Такие росписи наполнены глубокой духовностью. Среди картин сцены из жизни Иисуса, «Воскрешение Лазаря», «Успение Девы Марии» и другие.
Роспись XII века включает в себя росписи юго-западной части церкви, притвора и других мест. Среди росписей сцены Судного дня, «Святой Николай», «Сорок мучеников», «Сретение Пресвятой Богородицы» и другие.
В XIII веке была перекрашена часть церкви и притвора. К этому веку относятся «Распятие», «Воскрешение» и «Мироносицы».
Большое количество настенных росписей относится к XIV веку. Росписи на куполе, барабане купола, арке, восточном и южном сводах, в притворе относятся к этому периоду: Пантократор, окружённый Ангелами под куполом и Пророки
в барабане купола.
Последняя настенная роспись датируется 1633 годом (XVII век). Это изображения Петра и Павла в полный рост, которые украшают опоры, поддерживающие купол рядом с иконостасом.
Внутренняя роспись охватывает период времени более чем 600 лет и делает церковь музеем византийской живописи.

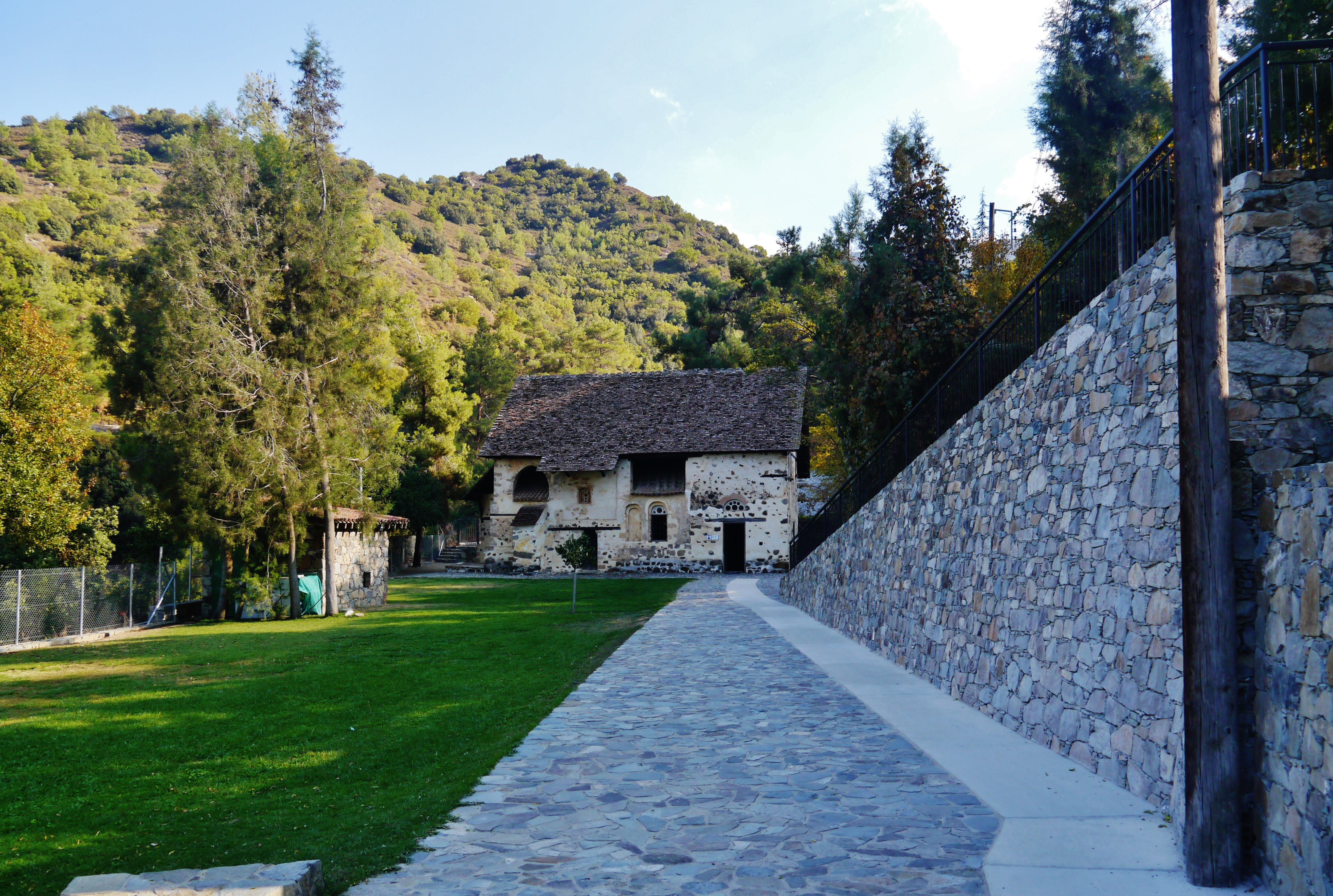
Церковь Святого Николая под Кровлей, Какопетрия, Кипр
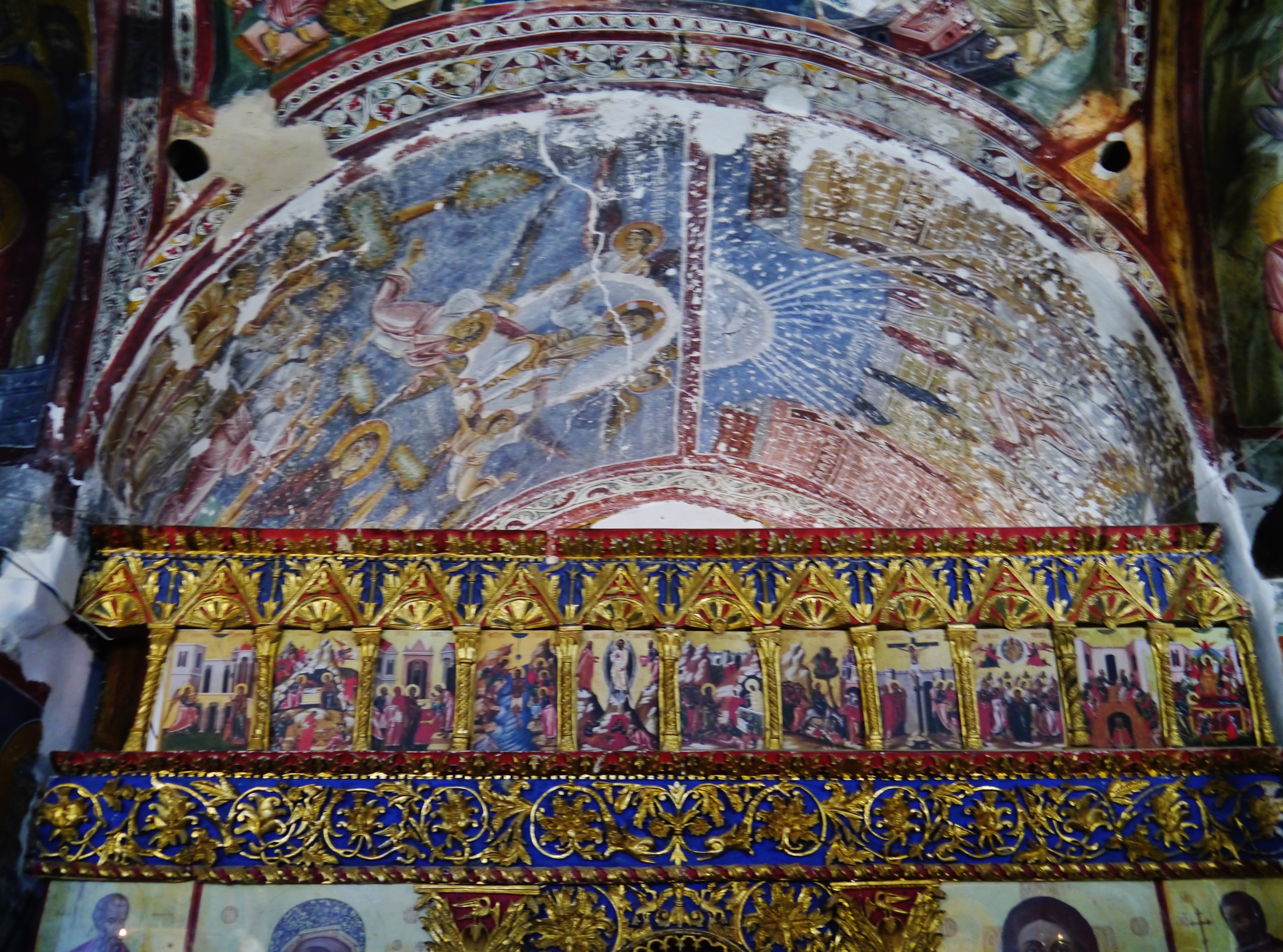
Внутренний иконостас и алтарный свод церкви Святого Николая под Кровлей
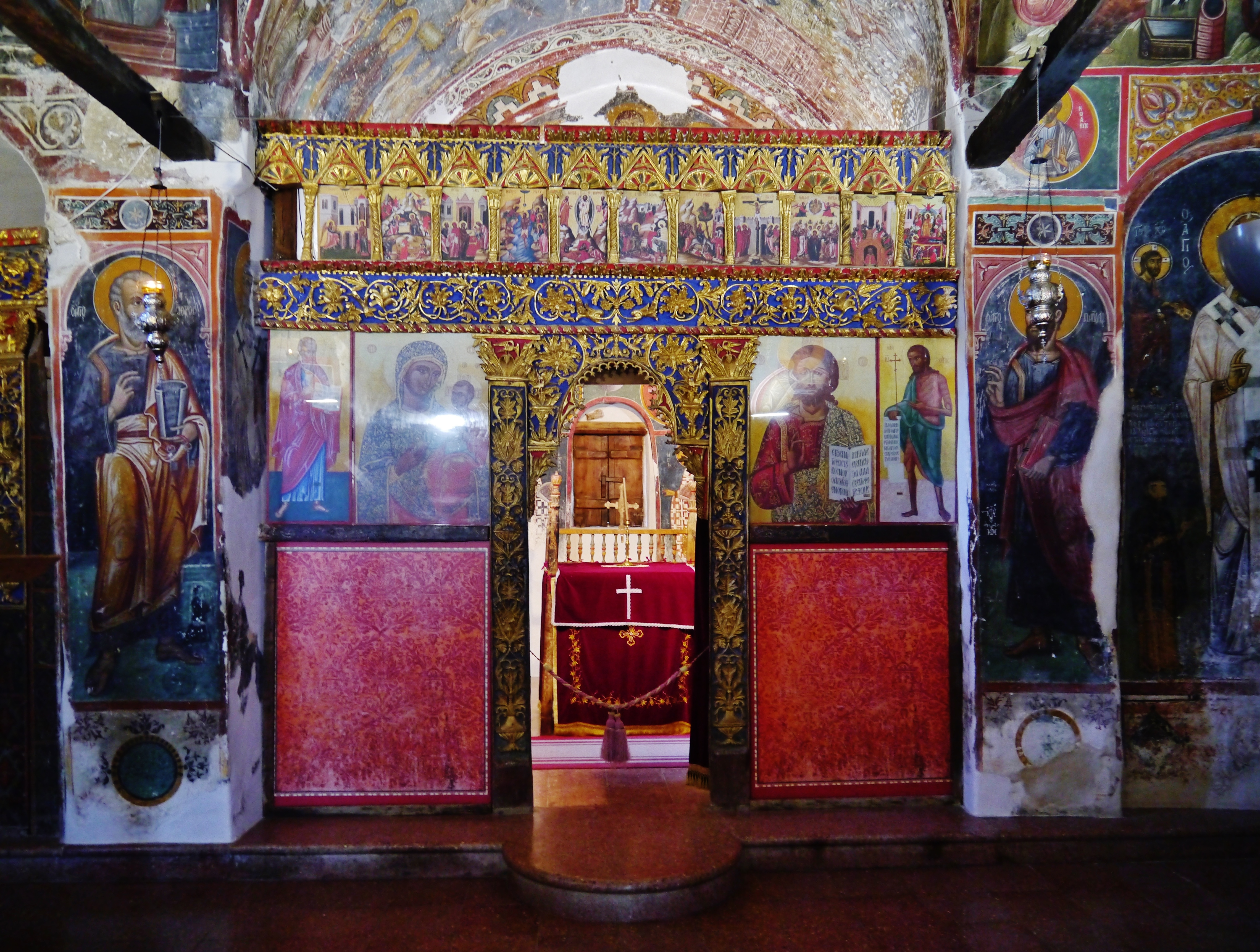
Иконостас церкви Святого Николая под Кровлей
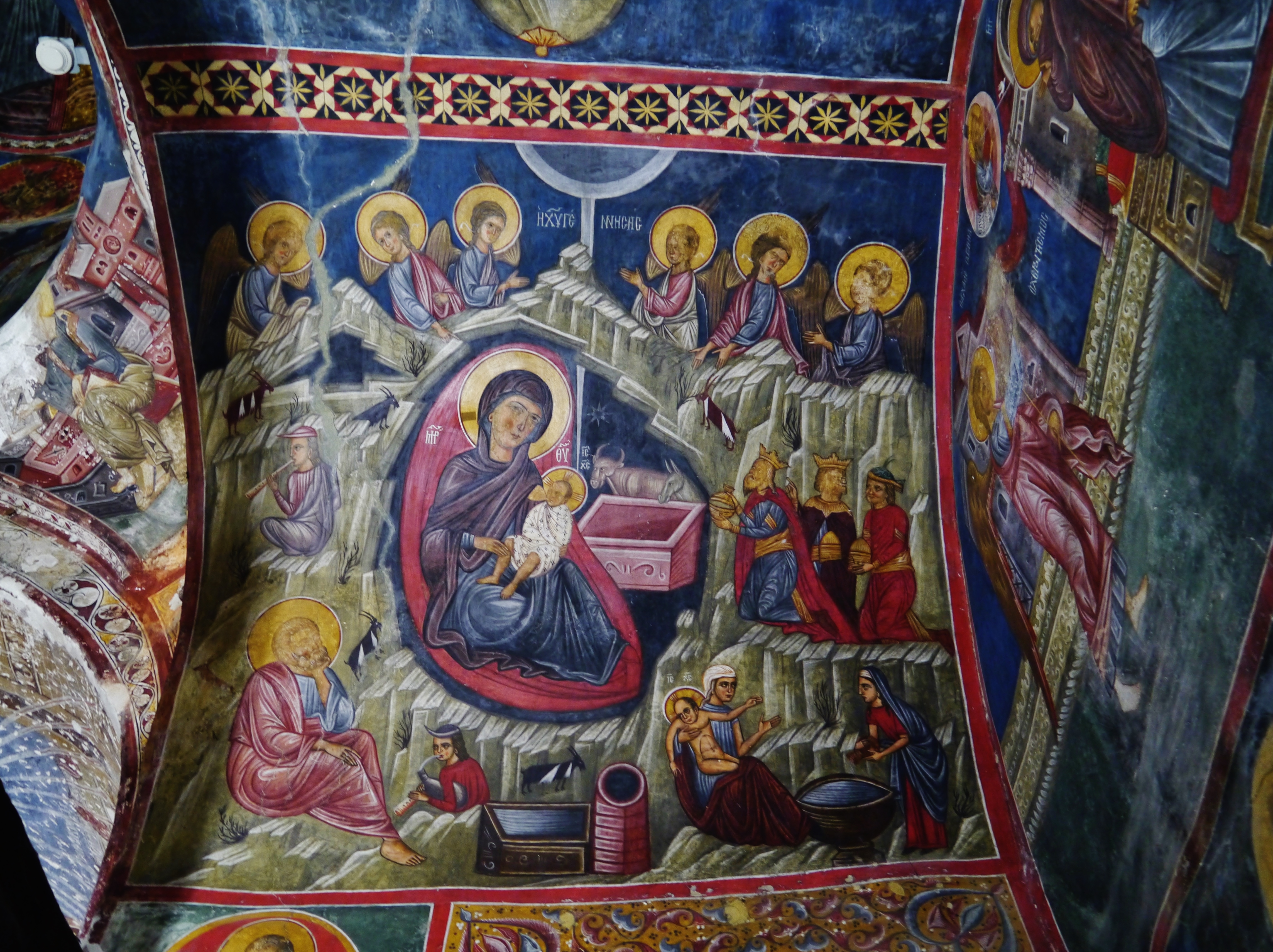
Иконописный образ Богородицы
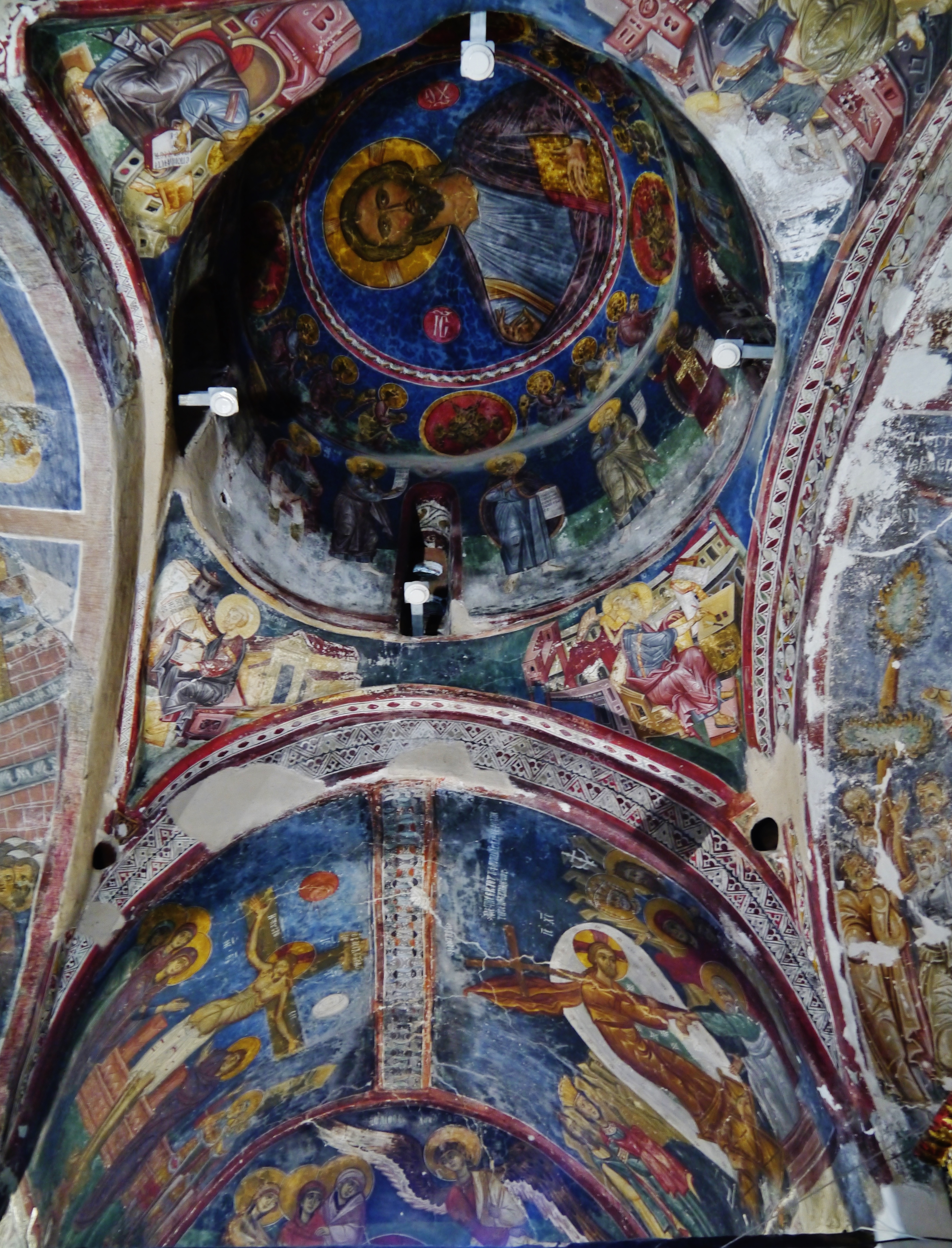
Фрески свода церкви
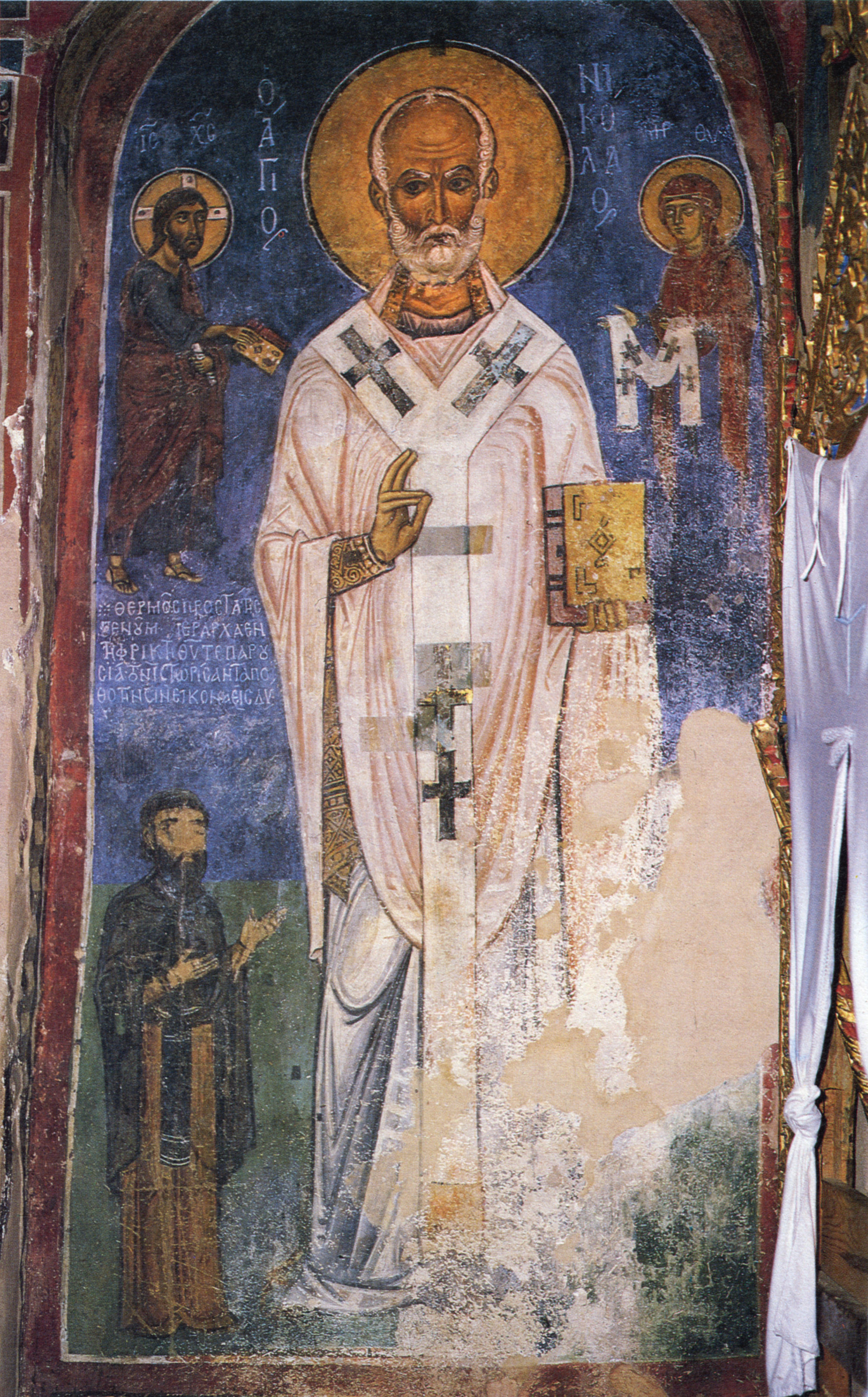
Святой Николай
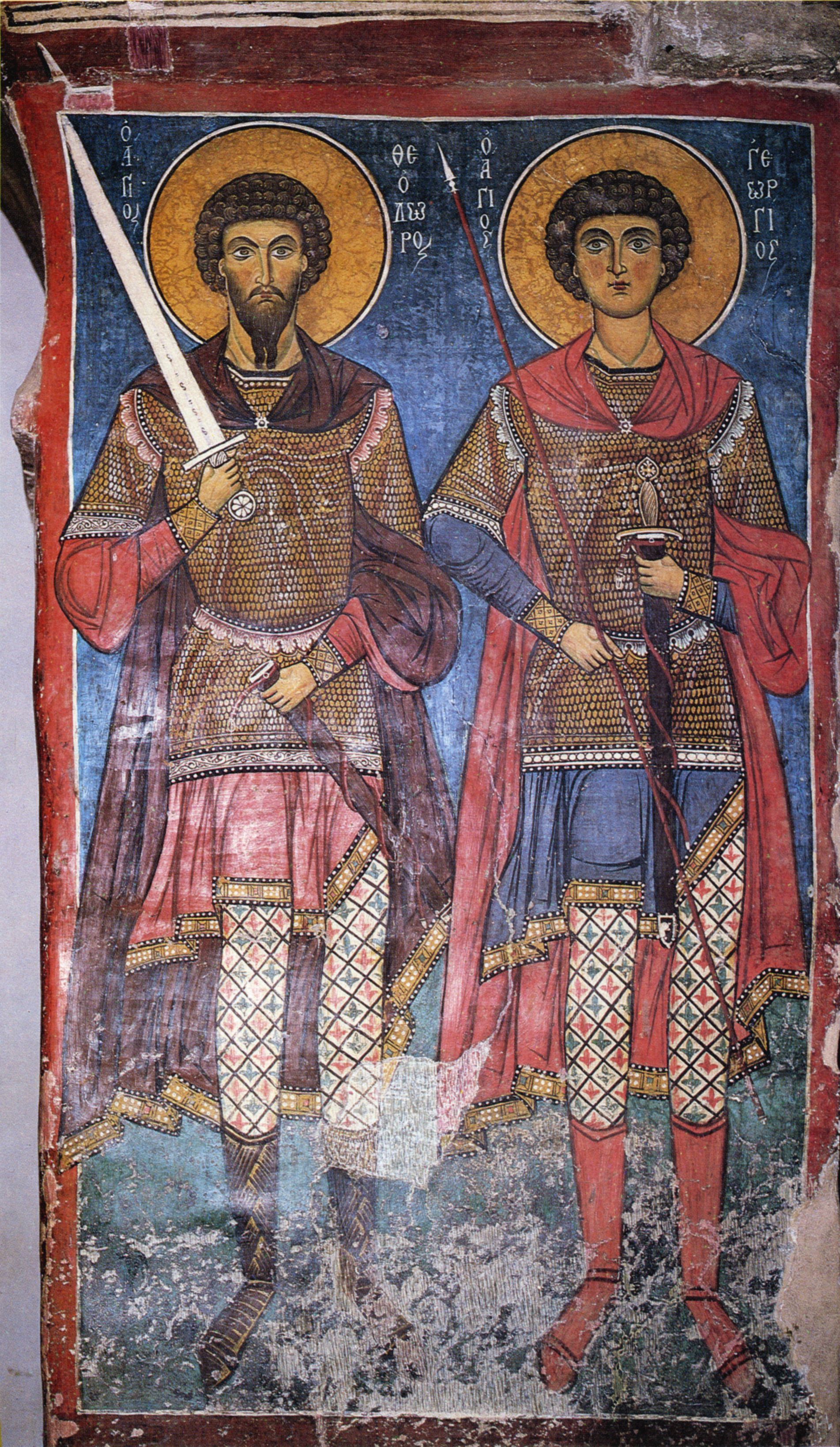
Святые Георгий и Феодор
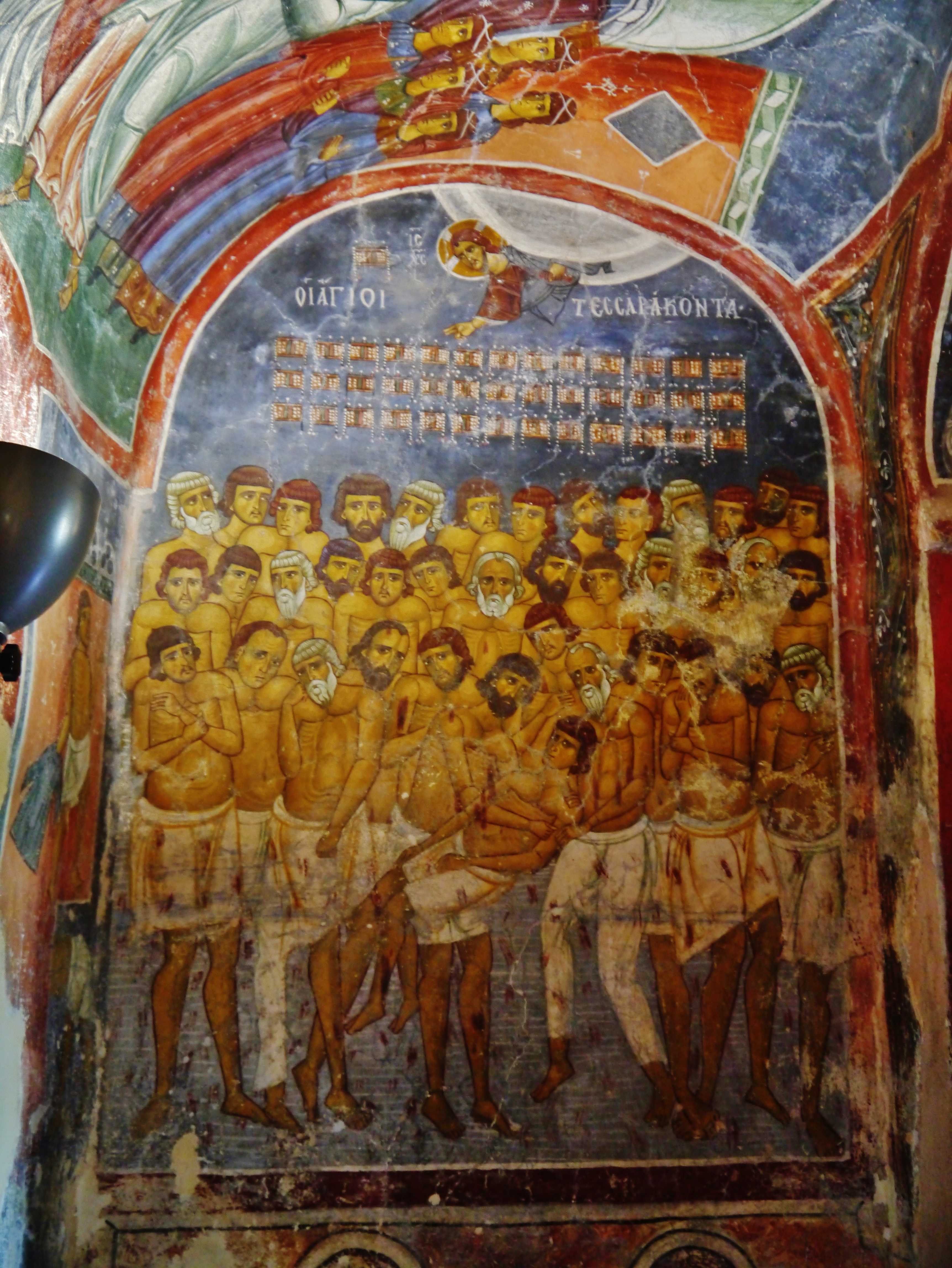
Сорок мучеников Севастийских

## Объект Всемирного наследия ЮНЕСКО
Церковь Святого Николая под Кровлей внесена в список объектов всемирного наследия ЮНЕСКО на Кипре в 1985 году.
Ценность Церкви Святого Николая под Кровлей была признана на основе трёх критериев отбора ЮНЕСКО: 
1. (ii) объект отражает важность определённых человеческих ценностей, существующих в течение определенного периода времени и в пределах определенной культуры, и достижениям в архитектуре и искусстве;
2. (iii) объект является уникальной культурной традицией, которая всё ещё существует;
3. (iv) объект является выдающийся образцом строения, иллюстрирующего важные этапы в мировой истории.